# Impaktmetamorphose
Impaktmetamorphose (auch Stoßwellen-Metamorphose) bezeichnet die Umwandlung von Gesteinen und Mineralen durch den Einschlag (Impakt) beispielsweise eines Meteoriten auf der Erde oder einem anderen Planeten oder Asteroiden.
Beim Einschlag pflanzen sich die Schockwellen mit Überschallgeschwindigkeit im Gestein fort. Dabei können Temperaturen von mehreren tausend Grad und Drücke zwischen 105 und 106 bar auftreten. Diese Bedingungen führen zum Schmelzen und Verdampfen und zur großflächigen Zertrümmerung von Gesteinen. Durch den extrem hohen Druck und die sehr hohe Temperatur, welche beim Einschlag entstehen, wandeln sich auch die Minerale in eine für die im Augenblick herrschenden Bedingungen stabile Phase um, beispielsweise Quarz in Coesit.
Besonders gut lassen sich die Wirkungen eines solchen Ereignisses an den Veränderungen im Quarz und in Feldspäten studieren. Die Wirkungen in anderen Mineralen sind vielfältig. Biotit-Kristalle z. B. weisen Knickbänder auf. Die Schockwellen können darüber hinaus charakteristische Strukturen im Gestein hervorrufen, die Strahlenkegel (Shatter Cones).
Diese Art vom Gesteinsmetamorphose kann z. B. am Barringer-Krater in Arizona sowie im Nördlinger Ries nachvollzogen werden. Häufiger ist die Erscheinung auf dem Mond und Planeten mit fester Oberfläche und ohne Atmosphäre zu beobachten; auch viele Meteoriten sind auf ihrem Flug durch den Weltraum durch Impaktmetamorphose(n) verändert worden. So findet man in Chondriten Schockadern mit geschmolzenem Troilit und isotropem Feldspat (Maskelynit). Vor allem Marsmeteorite sind durch den Impakt verändert worden, der zu ihrer Herauslösung aus der Marsmasse führte.

## Skalierung
Die Intensität der metamorphen Veränderung in den Ausgangsgesteinen hängt neben dem einwirkenden Druck bzw. der einwirkenden Temperatur auch von deren mineralogischer Zusammensetzung ab, was einen direkten Vergleich erschwert. Anhand von petrographischen Untersuchungen an Gesteinen aus dem Nördlinger Ries wurde die folgende Skala entwickelt:
| Stufe | Druck [GPa] | Temperatur [°C] | Veränderungen in den Mineralphasen                                               |
| ----- | ----------- | --------------- | -------------------------------------------------------------------------------- |
| 0     | 10          | 100             | Glimmer: Auftreten von Knickbändern                                              |
| I     | 10–35       | 300             | planare Elemente in Quarz und Feldspat erstes Auftreten von Stishovit            |
| II    | 35–45       | 900             | Bildung diaplektischer Gläser aus Quarz und Feldspat erstes Auftreten von Coesit |
| III   | 45–60       | 1500            | Feldspat schmilzt, bildet blasenreiches Glas                                     |
| IV    | 60–100      | 2000–5000       | Gestein schmilzt völlig unter Bildung von inhomogenem Glas                       |
| V     | >100        | bis über 10.000 | Gestein verdampft                                                                |

Oft sind in einem Handstück mehrere dieser Änderungen ausgebildet und damit nicht die Angabe einer Stufe, sondern nur eines Bereichs (von ... bis ...) sinnvoll.
Für die impaktmetamorphen Erscheinungen in Chondriten wurde eine ähnliche Skalierung vorgestellt (Stöffler-Keil-Scott-Skala), wobei besonders auf die Änderungen in den dort wichtigen Mineralphasen Olivin und Plagioklas abgestellt wird.
| Stufe          | Druck [GPa] | Temperatursteigerung [°C] | Veränderungen in den Mineralphasen                                       |
| -------------- | ----------- | ------------------------- | ------------------------------------------------------------------------ |
| S1             | <5          | <10                       | unregelmäßige Brüche                                                     |
| S2             | 5–10        | 10–20                     | undulöse Auslöschung in Olivin und Plagioklas                            |
| S3             | 10–20       | 20–100                    | erstes Auftreten opaker Schockadern planare Brüche in Olivin             |
| S4             | 20–35       | 100–300                   | erstes Auftreten von Mosaizismus in Olivin Ausbildung von Schmelztaschen |
| S5             | 35–55       | 300–600                   | Bildung von Maskelynit aus Plagioklas planare Elemente in Olivin         |
| S6             | 55–90       | 600–1500                  | Rekristallisation von Olivin Plagioklas schmilzt Bildung von Ringwoodit  |
| Schockschmelze | >90         | >1500                     | Bildung von Impaktschmelzen und Impaktschmelzbreccien                    |

## Differentialdiagnose
Als sichere Kennzeichen für einen impakmetamorphen Einfluss auf ein Gestein sind die folgenden diagnostischen Kriterien allgemein anerkannt:
1. die Anwesenheit von Strahlenkegeln (engl. shatter cones)
2. der Nachweis von Überresten (Fragmenten) des Impaktors
3. chemische oder Isotopen-Signaturen im Gestein, die auf extraterrestrischen Einfluss hinweisen
4. die Anwesenheit von Hochdruck-Mineralphasen
5. die Anwesenheit diaplektischer Gläser
6. die Anwesenheit von erstarrten Hochtemperatur-Schmelzen
7. planare Brüche (engl. planar fractures, Abkürzung.: PFs) in Quarzkörnern
8. planare Deformationselemente (engl. planar deformation features, Abkürzung PDFs) in Quarzkörnern.

Von diesen Merkmalen ist lediglich das Vorhandensein von Strahlenkegeln makroskopisch feststellbar; sämtliche anderen Merkmale erfordern ausführliche Laboruntersuchungen. Da hier zudem Unsicherheiten (so ist beispielsweise das Hochdruck-Mineral Coesit auch in Gesteinen terrestrischen Ursprungs nachgewiesen) und Verwechslungsmöglichkeiten (etwa zwischen planaren Deformationselementen in Quarz und durch terrestrische Tektonik entstandenen Deformationslamellen) bestehen, ist bei der Diagnose ein sorgfältiges Vorgehen erforderlich.
Zahlreiche weitere Merkmale von Gesteinen und geomorphologischen Strukturen (etwa die Ausbildung einer ringförmigen oder kraterähnlichen Struktur im Gelände) werden mit Impaktmetamorphose in Verbindung gebracht, können jedoch für sich allein genommen die impaktmetamorphe Natur nicht sicher begründen.